# Västerhaninge
Västerhaninge är en tätort och en kommundel som ingår i Haninge kommun på landområdet Södertörn. Tätorten omfattar förutom bebyggelsen runt kyrkan, pendeltågsstationen och centrum, även områden söder och sydväst därom som Tungelsta, Ribbyberg, Krigslida och Nedersta.
Tätorten och kommundelen angränsar i nordväst mot Hanvedens stora skogs- och strövområden, i nordost mot Jordbro i söder av ett öppet jordbrukslandskap. Avståndet till Stockholms innerstad från Västerhaninge centrum är ca 25;km och till Handen cirka 6 km. Västerhaninges stationssamhälle delas av järnvägen och dess närmaste västra områden är Åbylund, Norrskogen och Jägartorp. 
Västerhaninges stationssamhälle tillkom efter att Nynäsbanans järnväg invigdes 1901. Vid kyrkan fanns då ett stationshus, ett gästgiveri, handelsbod och ett apotek. Likaså fanns även en skola, ålderdomshem och tingshus. Nu återstår utmed Nynäsbanan endast Tungelstas stationshus från denna första tid, eftersom Västerhaninges revs på 1970-talet i samband med att nya stationen uppfördes. Ännu en om- och utbyggnad av stationsområdet skedde 1997.
Bebyggelsen närmast Västerhaninge kyrka bildar kyrkbyn i Västerhaninge socken.

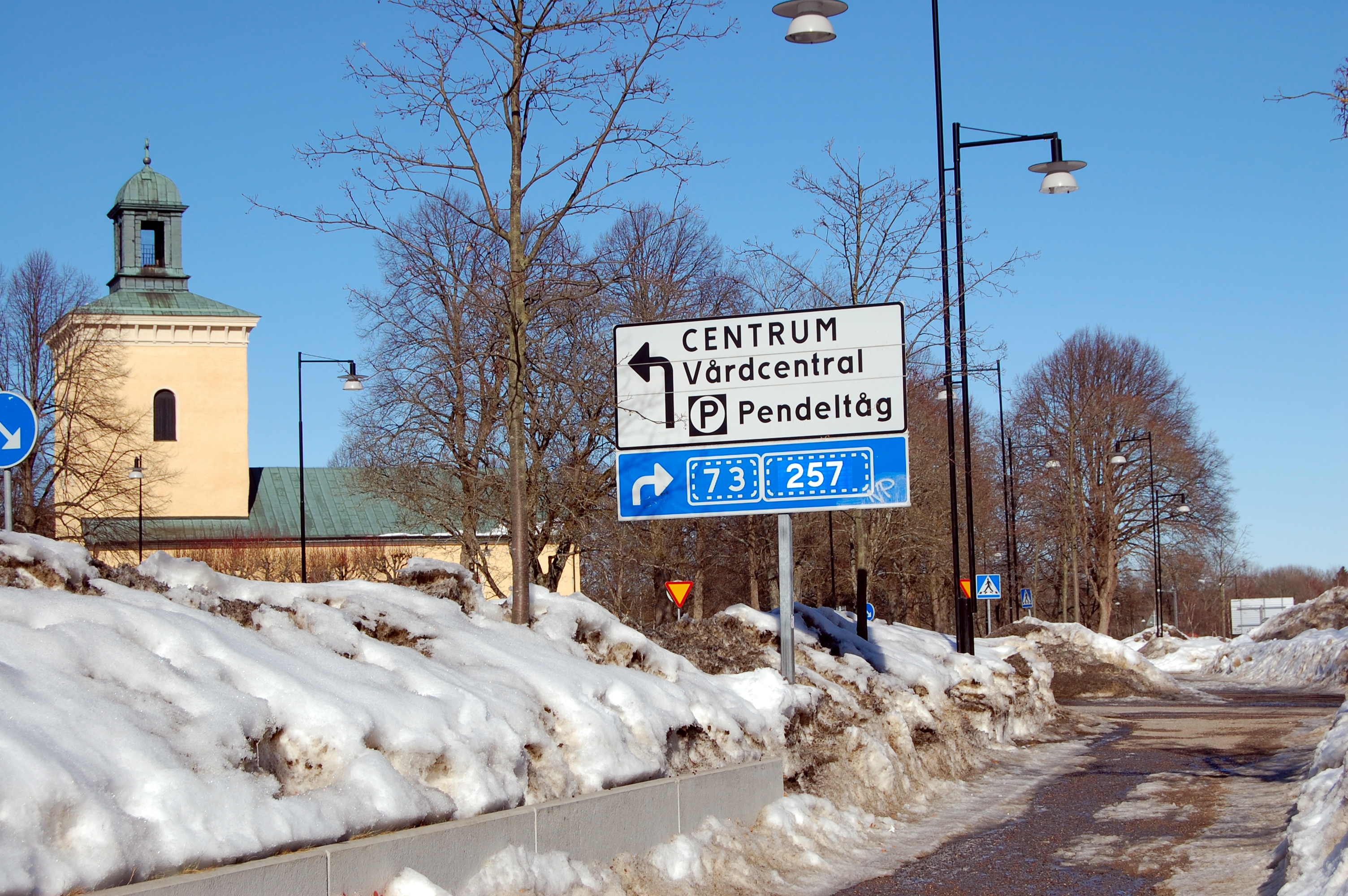
Infarten till Västerhaninge centrum.

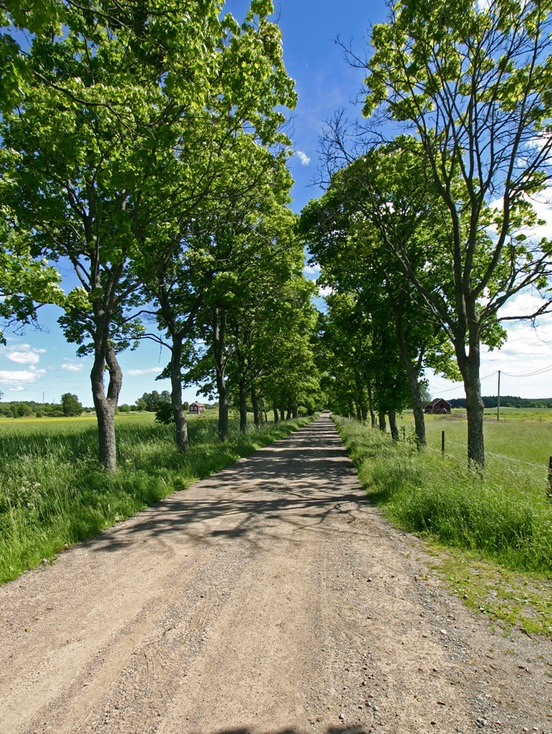
Nedersta gård.

## Historia
- Cirka 8000 år f. Kr. försvann inlandsisen från Södertörn varmed landhöjningen påbörjades. Havsbottnen i området höjde sig alltmer och en skärgård bildades mycket avlägset från närmaste fasta land som låg i närketrakten.

- Cirka 5000 år f. Kr. låg havets strandlinje i den nordöstra utkanten av dagens tätort Västerhaninge. I stort sett låg alla låglänta områden fortfarande under vatten. Befolkningen som under äldre stenåldern slog upp sina läger nära stranden levde på fiske, jakt och ätbara växter. Under yngre stenåldern blev de jordbrukare och inom Västerhaninge finns flera boplatser från trattbägartid och gropekeramisk tid.
- Cirka 1800 år f. Kr. När havet drog sig tillbaka kom bördiga jordar för bete och odling i dagen och då lades grunden till det bysamhälle som nu är tätorten Västerhaninge. Förutom av jakt och fiske dominerades utkomsten av jordbruk och boskapsskötsel och skulle fortsätta att göra så i nästan 4000 år. Ett antal gravrösen finns inom ribbyområdet och på Ribby ängar, där ett flertal malstenar hittats, samt skålgropshällar och en mindre hällristning, låg ett större bysamhälle i anslutning till en inre skyddad vik av Saltsjön.
- Cirka 500 f. Kr. till 500 e. Kr., under äldre järnåldern, anlades Åbygravfältet som sannolikt till större delen legat under Västerhaninge gamla kyrkby. I norr bortom prästgårdens å anslöt gravområdet till Jordbrogravfältet och båda tillsammans bildar Nordens största, kända gravfält från denna tid.
- 500–1050 under yngre järnåldern utvecklades det odlingslandskap som sedan bevarats intakt fram till 1900-talets mitt. Många av bygdens ortnamn tillkom under förhistorisk tid och i samband med kristnadet och långväga handelsresor lät man resa de flesta av traktens runstenar.
- Cirka 1000 konverterade man alltmer från asatron till kristendomen. Ett vägnät började ta form även om det mest bestod av hålvägar och stigar.
- 1200-talet uppfördes Västerhaninge kyrka.
- 1314 kom första, kända belägget av ortnamnet Västerhaninge som är daterat kring 1314. Namnet skrevs då Westrahanunge. Även Ribby, Nedersta och Fors är skriftligt kända sedan 1300-talet. Andra ålderdomliga namn är Ormsta, Alvsta och Sotinge.
- 1350 härjades bygden av digerdöden.
- 1641 brann Västerhaninge kyrka.
- 1710 härjade pesten varmed många insjuknade och dog.
- 1731–34 uppfördes eller ombyggdes Tingshuset som från början drev en krog och bestod av en våning. I samband med Nynäsvägens breddning sent på 1970-talet flyttades huset ca 15 meter in på tomten till dess nuvarande läge.
- 1831 slog blixten ned och nästan hela kyrkan brann ned. Efter en återuppbyggnad fick den sitt nuvarande utseende[4].
- 1834 stod Västerhaninges första skolhus färdigt.

### Förra seklets utveckling
- 1901 den 28 december, invigdes järnvägen Stockholm–Nynäs. Nynäsbanan blev en avgörande faktor för kommunens fortsatta utveckling under 1900-talet, särskilt efter 1950 då befolkningen ökade i samband med miljonprogrammet och nya bostadsområden uppfördes.
- 1918 flyttade Västerhaninge folkhögskola från Tungelsta till centrala Västerhaninge.
- 1920–24 kom elströmmen och elektriska ljuset.
- 1920- och 30-talen förbättrades en del större vägar inför den alltmer ökande buss- och biltrafiken.
- 1922 byggdes en viadukt över järnvägen norr om Västerhaninge station.
- 1926 drogs Österhaningevägen mellan de båda sockenkyrkorna och vidare bort till Dalarövägen.
- 1932 anlades Tungelstavägen som ersatte den gamla Häradsvägen.
- 1933–34 rätades Nynäsvägen. Nu tillkom också det första, finförgrenade vägnätet för den nya villabebyggelsen sydväst om kyrkan.
- 1900–1950 inrättades tvätterier som antingen blev en egen verksamhet eller en binäring till jordbruken. Omkring ett hundratal tvätterier lär ha funnits på 1940-talet. Samtidigt etablerades ett antal trädgårdsmästerier varav de flesta låg i Tungelsta.
- 1941–1946 var Första intendenturkompaniet (Int 1) förlagda till ett barackläger i Åbyskogen (då benämnd Prästgårdsskogen).
- 1946–1947 var Andra tygkompaniet (Tyg 2) förlagda till ett barackläger i Åbyskogen (då benämnd Prästgårdsskogen).
- 1953 uppfördes det första flerfamiljshuset i Stiftelsen Västerhaninge Bostäders regi på Ekstigen 2–4. Som motpol till stiftelsens hus på Ekstigen byggde man Åbygårdarna som är en bostadsrättsförening.
- 1953–1970 uppfördes de flesta av Västerhaninges flerfamiljshus.
- 1954–1971 tillkom Ribbyskolan, Ribbybergsskolan, Parkskolan och Nytorpsskolan.
- 1954 uppfördes Västerhaninge kommunalhus och dess äldre föregångare vid Nynäsvägen revs.
- 1959–60 började företagen etablera sig i Håga industriområde.
- 1962 invigdes Folkhögskolans nya och nuvarande lokaler.
- 1969 invigdes Västerhaninge köpcentrum.
- 1973 körde pendeltågstrafiken igång.
- 1985 uppfördes ett mormontempel intill gamla sockenkyrkan.
- 1996 öppnades motorvägen mellan Jordbro och Fors. Största delen av genomfartstrafiken mot Nynäshamn slutade då passera genom Västerhaninge centrum. Samma år invigdes också det nuvarande stationshuset och dubbelspåret öppnades.

### Befolkningsutveckling

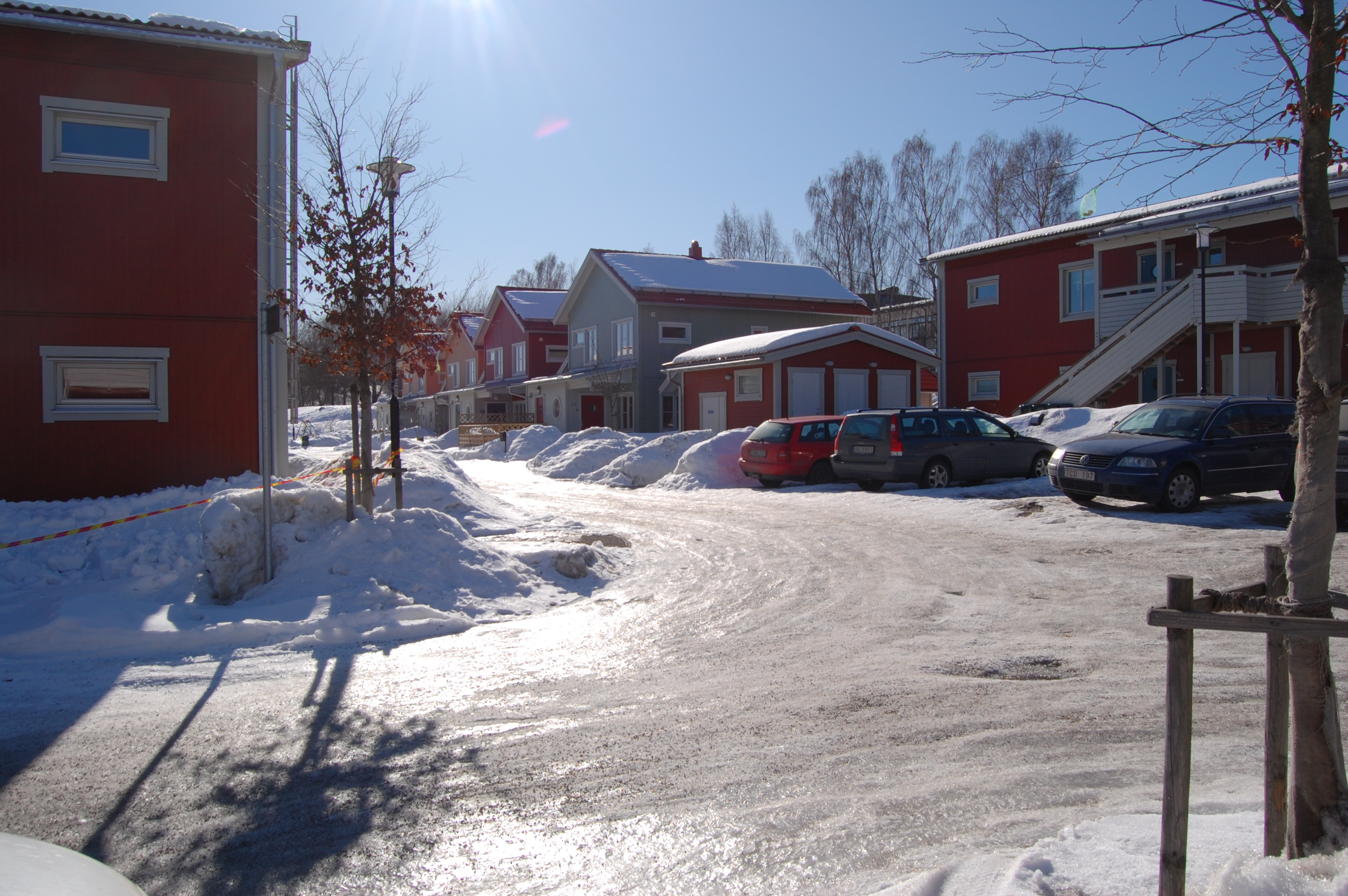
Ribby allé. Bostadsområde i Västerhaninge.

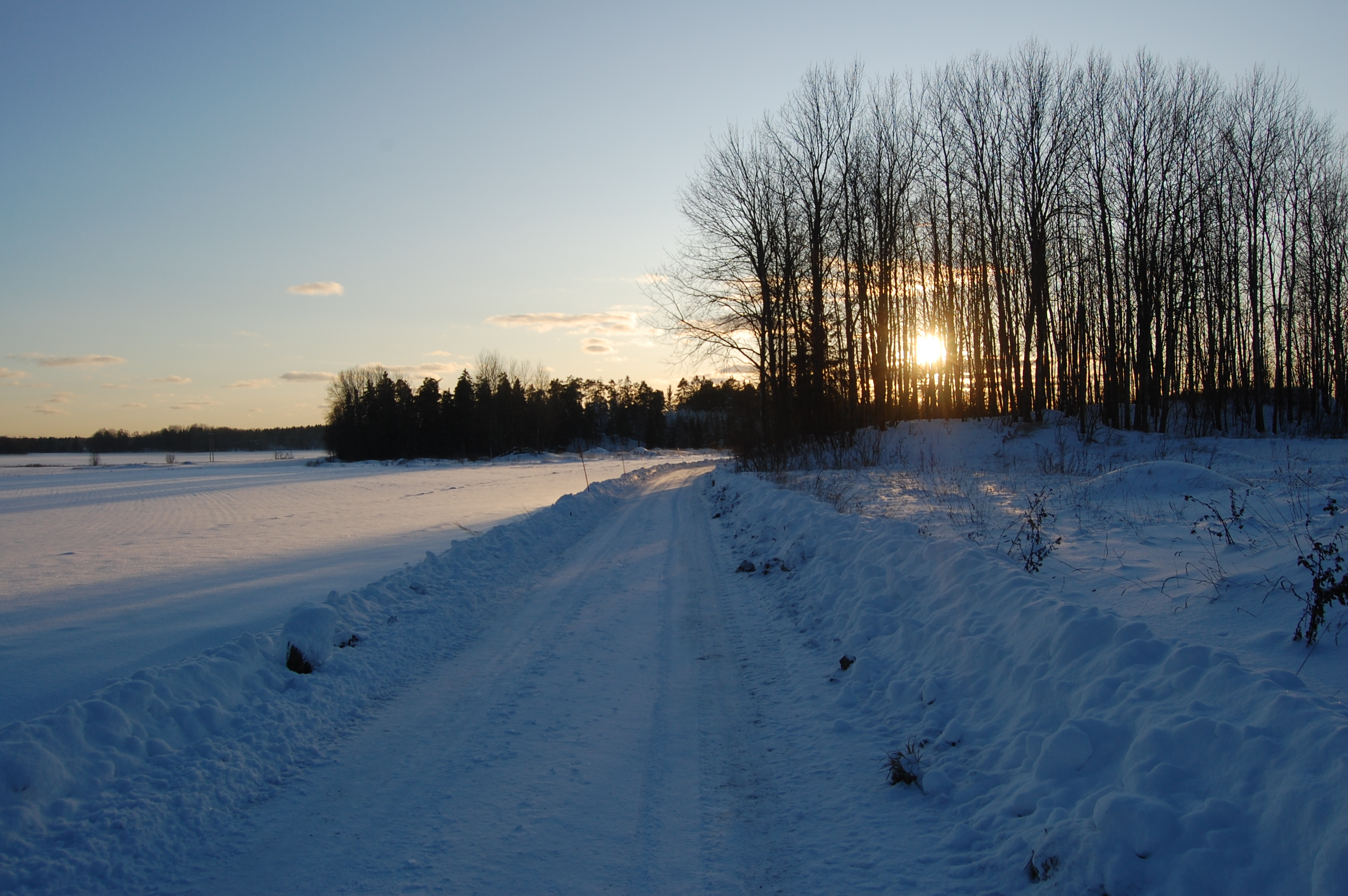
Gårdsvägen vid Skarplöts gård.

| Befolkningsutvecklingen i Västerhaninge 1950–2020 | Befolkningsutvecklingen i Västerhaninge 1950–2020 | Befolkningsutvecklingen i Västerhaninge 1950–2020 | Befolkningsutvecklingen i Västerhaninge 1950–2020 | Befolkningsutvecklingen i Västerhaninge 1950–2020 |
| ------------------------------------------------- | ------------------------------------------------- | ------------------------------------------------- | ------------------------------------------------- | ------------------------------------------------- |
|                                                   |                                                   |                                                   |                                                   |                                                   |
| År                                                |                                                   |                                                   | Folkmängd                                         | Areal (ha)                                        |
| 1950                                              | 1950                                              |                                                   | 809                                               |                                                   |
| 1960                                              | 1960                                              |                                                   | 4 779                                             |                                                   |
| 1965                                              | 1965                                              |                                                   | 8 426                                             |                                                   |
| 1970                                              | 1970                                              |                                                   | 12 966                                            |                                                   |
| 1975                                              | 1975                                              |                                                   | 14 125                                            |                                                   |
| 1980                                              | 1980                                              |                                                   | 14 169                                            |                                                   |
| 1990                                              | 1990                                              |                                                   | 13 895                                            | 870                                               |
| 1995                                              | 1995                                              |                                                   | 13 436                                            | 905                                               |
| 2000                                              | 2000                                              |                                                   | 13 848                                            | 913                                               |
| 2005                                              | 2005                                              |                                                   | 14 060                                            | 916                                               |
| 2010                                              | 2010                                              |                                                   | 15 134                                            | 932                                               |
| 2015                                              | 2015                                              |                                                   | 17 071                                            | 1 036                                             |
| 2020                                              | 2020                                              |                                                   | 19 381                                            | 1 129                                             |
| Anm.: Skogstorp uppgick i tätorten 2020           |                                                   |                                                   |                                                   |                                                   |

## Samhället
Tätorten sträcker sig i norr från bostadsområden som Åbylund, centrala Västerhaninge och Jägartorp och vidare sydväst via Krigslida, Hammarängen, Skogs Ekeby, Tungelsta och vidare sydväst till Vadet.
Det finns både bostadsrätter, hyresrätter och flera områden med villor och grupphus. De äldsta av dessa är från mitten av 1940-talet. Nya bostadsområden, till exempel Ribby ängar, Skarplöt och Nederstahar tillkommit de senaste åren
Även den kommersiella servicen kan komma att byggas ut. Västerhaninge centrum är beläget nära pendeltågsstationen med både dagligvaruhandel, restauranger och service. Ute i bostadsområdena finns närbutiker, som till exempel Åby och Ribby, som har ett flertal mindre butiker.
Arbetsplatser finns såväl inom den offentliga sektorn som inom handel och annan kommersiell verksamhet. Det finns hantverksföretag och tillverkningsindustri i Håga industriområde. Ett nytt arbetsplatsområde som planeras vid Fors ska innefatta bensinstation, motell och restaurangservice I Västerhaninge centrum finner man bland annat kaféer, dataljbutiker, livsmedelsbutiker och Systembolaget.
Ett flertal skolor finns för alla stadier liksom flera förskolor. Berga naturbruksgymnasium har inriktning jord, hästhållning, miljö- och naturvård.
Bredvid Västerhaninge kyrka finner vi även strax intill den gamla prästgården Templet i Stockholm, invigt 1985 och tidigare, Sveriges enda mormontempel.

### Större gator i samhället

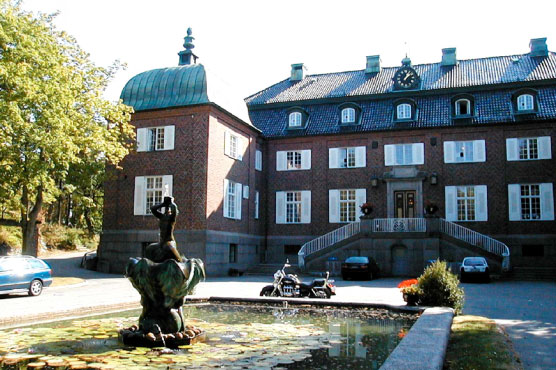
Berga slott på Berga örlogsbas.

- Ringvägen
- Björnvägen
- Tungelstavägen
- Gamla Nynäsvägen
- Ribby allé
- Nedersta allé
- Skarplöts allé
- Södertäljevägen
- Villavägen
- Solhemsvägen
- Gränsvägen
- Huggarvägen
- Plöjarvägen

### Fritidsanläggningar
I Västerhaninge finns Hanvedens idrottsplats med bollplaner, löparbana och ishall. I anslutning till skolorna finns som regel en eller flera bollplaner. Vid idrottsplatsen finns spårcentral med elljusspår. I norr öppnar sig Hanvedens orörda skogar som är av riksintresse när det gäller natur- och friluftsliv. Norr om idrottsplatsen ligger Nytorps ängar med ett flertal bollplaner. Österut ligger Blåkulla ridanläggning.

## Natur
I Västerhaninge finns typisk sörmlandsnatur. I de södra delarna är ett öppet jordbrukslandskap. medan man i öster möter havet med Årsta havsbad och Berga. I ortens norra del finns Nytorp och Hanveden med Sörmlandsleden och lokala orienteringsspår med gångavstånd till sjön Öran. Inom Västerhaninge finns även de allmänna badplatserna vid Östnora och Årsta Havsbad.
Andra populära utflyktsmål är Berga gård och Ekeby loge, som båda ligger en bit söder om centrala Västerhaninge. Berga gård tillsammans med Berga naturbruksgymnasium arrangerar varje år en tillställning som kallas "Bergadagarna", där det ges tillfälle att titta på djuren och känna på lantbrukslivet.

## Kommunikationer

### Pendeltåg
Västerhaninge har tre stationer tillhörande Stockholms pendeltågsnät. Dessa är
- Västerhaninge (pendeltågsstation)
- Krigslida
- Tungelsta

### Vägar
I Västerhaninge finns ett bra kommunalt vägsystem. I början av 2000-talet inleddes Västerhaninge utvecklingsprogram, vilket resulterade i att de flera vägar och korsningar byggdes om till alléer respektive rondeller. 
Strax öster om tätorten passerar riksväg 73 (Nynäsvägen) som går mellan Stockholm och Nynäshamn. Från Västerhaninge nås motorvägen via tre påfarter: Trafikplats Västerhaninge, Trafikplats Fors och Trafikplats Gryt.